# Cosmos 26
Cosmos 26 (en cirílico, Космос 26) fue un satélite artificial soviético perteneciente a la clase de satélites DS y lanzado el 18 de marzo de 1964 mediante un cohete Kosmos-2I desde Kapustin Yar.

## Objetivos
El objetivo de Cosmos 26 fue realizar pruebas sobre nuevos sistemas de orientación mediante girodino eléctrico y estudiar la magnetosfera terrestre, formando, junto con Cosmos 49, la contribución de la Unión Soviética al proyecto internacional IQSY (International Year of the Quiet Sun, Año Internacional del Sol Tranquilo).

## Características
Cosmos 26 tenía una masa de 365 kg y reentró en la atmósfera el 28 de septiembre de 1964. El satélite fue inyectado en una órbita con un perigeo de 268 km y un apogeo de 376 km, con una inclinación orbital de 48,9 grados y un período de 91 minutos.